# 格林津
格林津（Grinzing）是奥地利维也纳西北部德布灵（第19区）最大的一个郊区，原为独立的市镇。1892年并入维也纳。
格林津的特点是维也纳森林森林覆盖的山脊，维也纳最高的山Hermannskogel 位于下奥地利州边境。

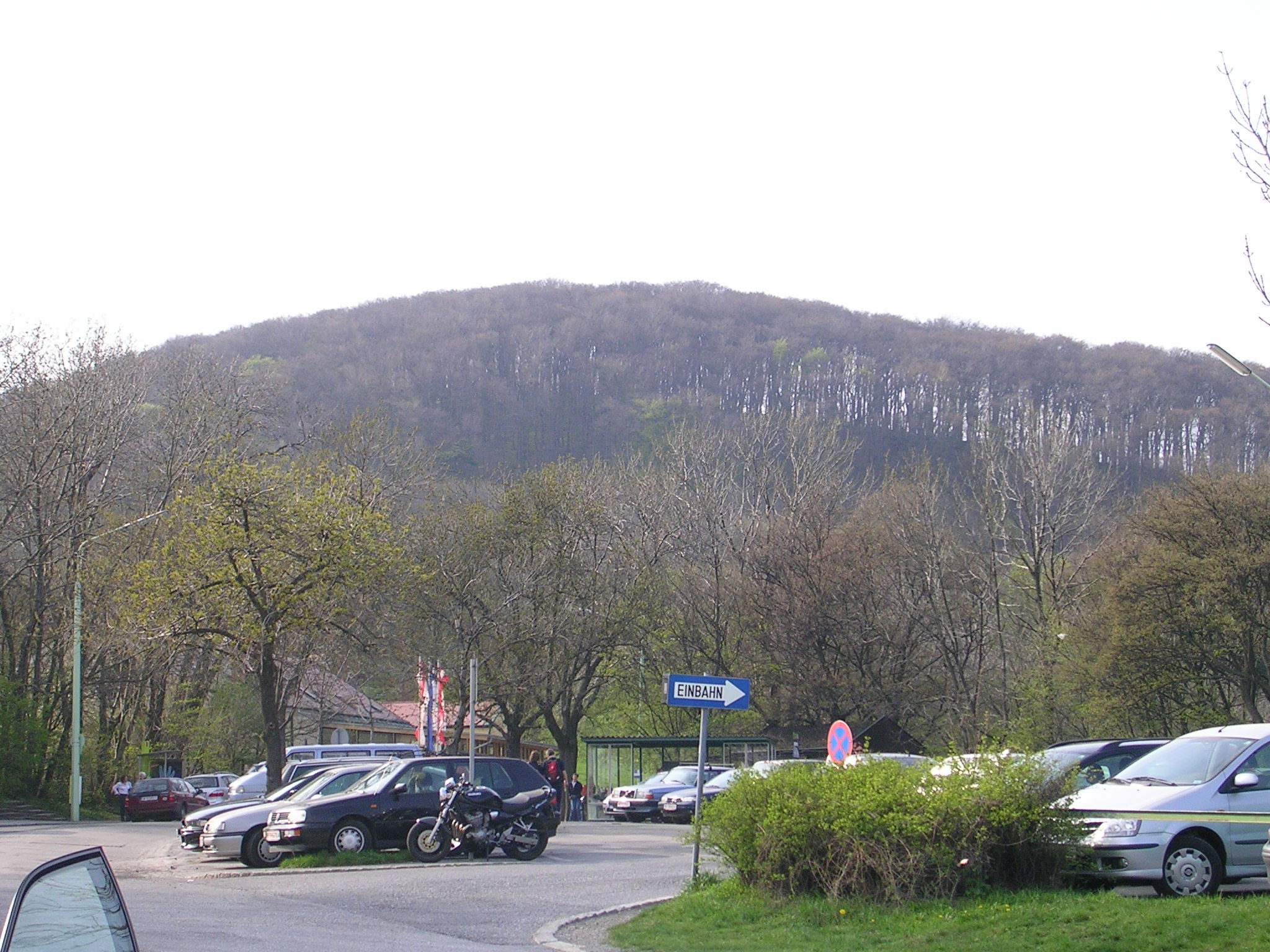
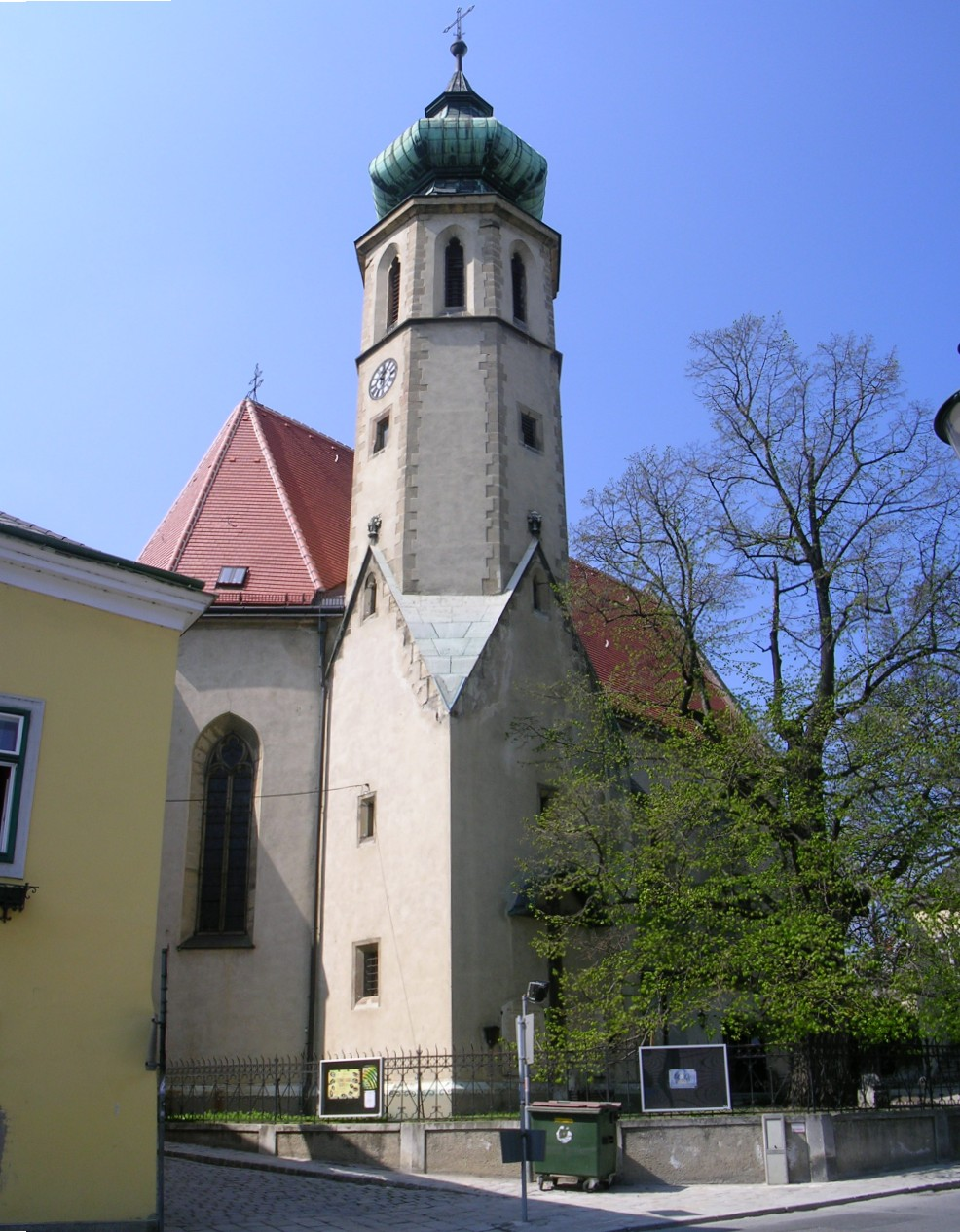
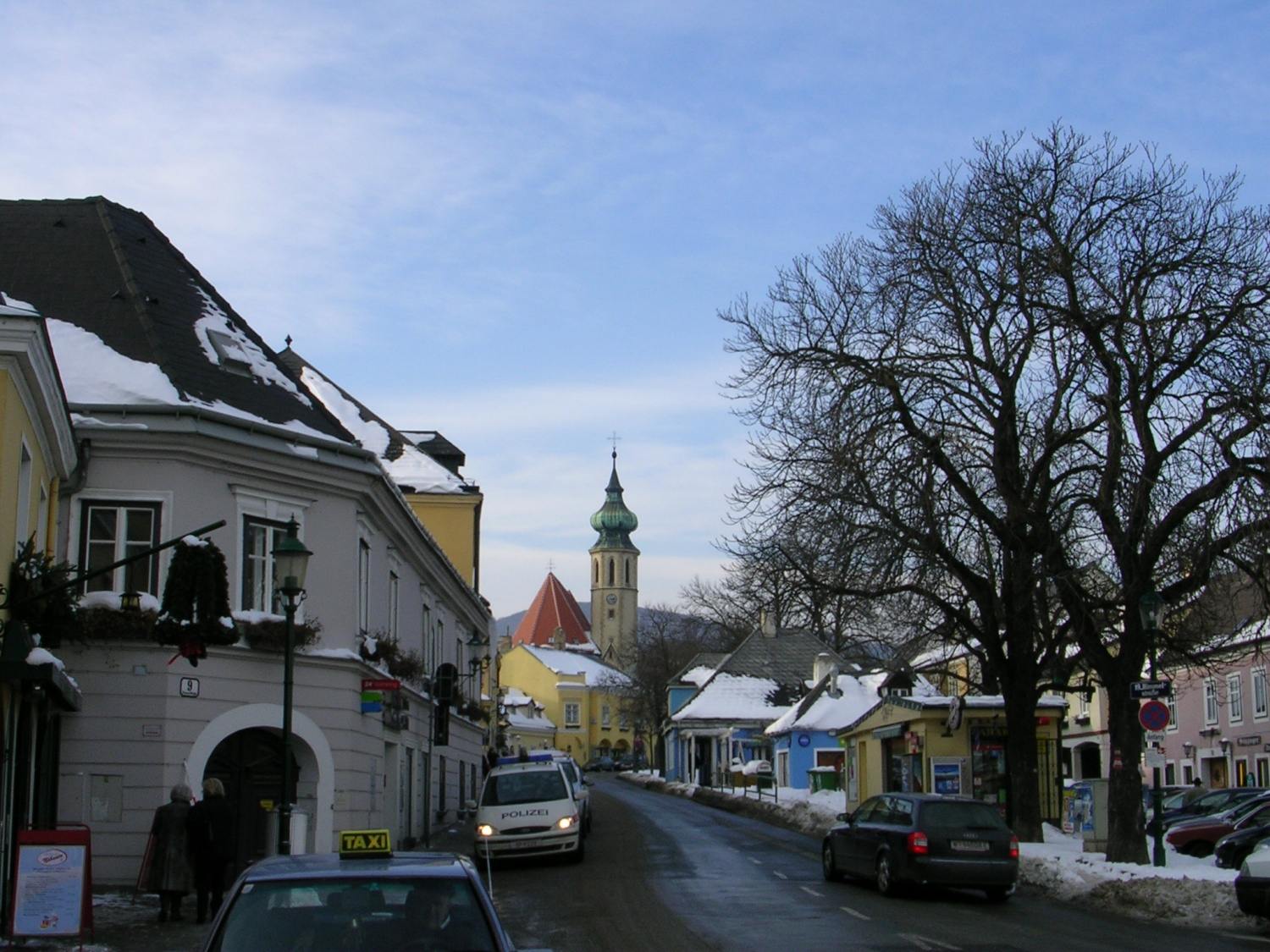
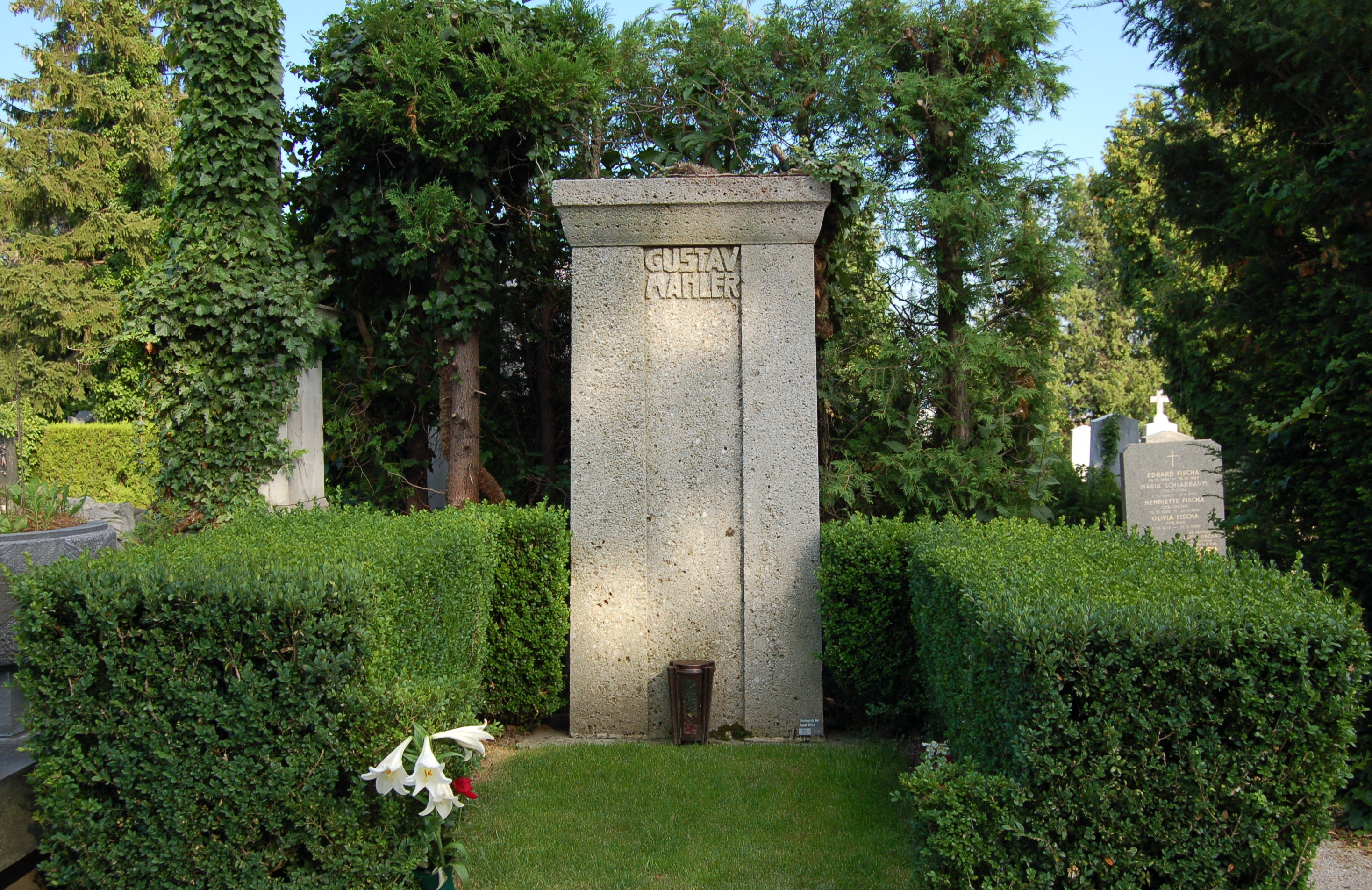

格林津的声誉来自于其葡萄园和众多的小酒馆。除了这些酒馆，格林津值得访问的是堂区教堂和Kaasgrabenkirche。